# Marmaduke Duke
Marmaduke Duke er en skotsk rock-duo bestående af The Atmosphere, bedre kendt som Simon Neil fra rockbandet Biffy Clyro, og The Dragon aka. JP Reid fra gruppen Sucioperro.
Duoen fandt efter sigende sammen i 2003 men pga. projekter med deres egne respektive bands, gik der hele to år, før Marmaduke Duke sendte debuten "The Magnificent Duke" (2005) på gaden.
Debuten og albummet "Duke Pandemonium" fra 2009, indgår i en planlagt albumtrilogi fra Marmaduke Duke. Det sidste album, "Death Of The Duke" har endnu ikke fået fastsat en udgivelsesdato men skulle komme i 2011.
Singlen "Rubber Lover", er bygget på et sample fra Billy Joel-nummeret "Sleeping With The Television On" fra albummet "Glass Houses" (1980).
"Duke Pandemonium" kom på gaden den 11. maj 2009.